# David Musuľbes
David Musuľbes, född den 28 maj 1972 i Ordzjonikidze (nuvarande Vladikavkaz), Ryska SSR, Sovjetunionen, är en slovakisk brottare som tog OS-brons i supertungviktsbrottning i fristilsklassen 2008 i Peking. I supertungviktsbrottningen vid OS 2000 i Sydney tog han guld för Ryssland. 